# Jeannie Hoffman
Jean „Jeannie“ Hoffman (* 1930 in Portland; † 23. November 2008 in San Francisco) war eine amerikanische Jazzmusikerin (Piano, Gesang, Komposition).

## Leben und Wirken
Hoffman stammte aus einer musikalischen Familie in Portland und erhielt bereits im Alter von fünf Jahren klassischen Klavierunterricht. Später beschäftigte sie sich mit Teddy Wilson. In ihren frühen Zwanzigern begann sie, in Portland in Jazz-Combos mitzuspielen und arbeitete als Barpianistin. Mit der Band von Dickie Mills trat sie in Kalifornien auf.
1957 nahm Hoffman mit ihrem Trio, zu dem der Schlagzeuger Bill Young gehörte, mit dem sie verheiratet war, für Fantasy Records ihr Debütalbum mit dem Titel Jean Hoffman Sings and Swings auf. Billboard begrüßte dessen Veröffentlichung: „Eine aufregende neue Stimme, die auf dem heutigen Markt eine echte Rarität ist, hat sich mit der Sängerin Jean Hoffman entwickelt, die die besten Elemente des Jazzstils vereint, ohne dabei ihren kommerziellen Pop-Charme zu vernachlässigen.“ Auch künstlerisch sei das Album (das postum von Blue Sounds wiederveröffentlicht wurde) ein Erfolg.
1963 interpretierte Hoffman Folksongs im Jazzstil; ihr damals erfolgloses Album The Folk-Type Swinger präsentierte Götz Alsmann 2024 in seiner Reihe „Der geheime Garten des Jazz“ im WDR. Seit den 1970er Jahren arbeitete Hoffman an der amerikanischen Westküste mit David Friesen, mit dem sie mehrere Weihnachtsalben veröffentlichte.

## Diskographische Hinweise
- Jean Hoffman Sings and Swings (Fantasy 1958, mit Dean Reilly bzw. Jack Weeks, Bill Young)
- The Folk-Type Swinger (Capitol Records 1963, mit u. a. Jack Marshall)
- David Friesen/Jeannie Hoffman: Christmas at Woodstock (WestWind 2006, mit Rob Davis, Jerry Hahn, Gary Hobbs)